# Noé Claye
Noé Claye (geboren am 30. Januar 1999) ist ein französischer Telemarker.

## Werdegang
Seinen ersten Wettkampf im Telemark-Weltcup absolvierte Noé Claye am 27. November 2015 in Hintertux. Dabei wurde er im Classic Sprint 19. und erzielte damit auf Anhieb seine ersten Weltcuppunkte. Bei der Telemark-Juniorenweltmeisterschaft 2016 in Les Contamines-Montjoie erreichte er im Parallelsprint das Achtelfinale und wurde 14. im Sprint, sowie 32. im Classic. Seine erste Weltcup-Saison beendete er auf Platz 43 der Gesamtwertung. Bei der Juniorenweltmeisterschaft 2017 im norwegischen Rjukan belegte er Rang 13 im Classic und 17 im Sprint und schied im Parallelsprint – wie schon im Vorjahr – im Achtelfinale aus. Im Anschluss an die Saison, in der er den 36. Platz im Gesamtweltcup erzielte, nahm er auch an der Telemark-Weltmeisterschaft 2017 in La Plagne teil und erreichte das Viertelfinale im Parallelsprint.
In der darauffolgenden Saison 2017/18 gelang es Claye, in die erweiterte Weltspitze seiner Sportart vorzustoßen. So konnte er sich regelmäßig unter den ersten zehn klassifizieren und den 15. Platz in der Gesamtwertung erreichen. Bei der Telemark-Juniorenweltmeisterschaft 2018 in Mürren wurde er Juniorenweltmeister im Classic.

## Statistik

### Telemark-Weltmeisterschaft
- La Plagne 2017: Viertelfinale Parallelsprint, 12. Sprint, 28. Classic

### Telemark-Juniorenweltmeisterschaft
- Les Contamines-Montjoie 2016: Achtelfinale Parallelsprint, 14. Sprint, 32. Classic
- Rjukan 2017: Achtelfinale Parallelsprint, 13. Classic, 17. Sprint
- Mürren 2018: 1. Classic, 5. Sprint, Achtelfinale Parallelsprint

### Weltcup-Platzierungen
In bislang 26 absolvierten Wettkämpfen im Telemark-Weltcup erzielte Claye keine Podiumsplatzierung (Stand: Saisonende 2017/18).
| Saison  | Gesamt | Gesamt | Classic | Classic | Classic Sprint | Classic Sprint | Parallelsprint | Parallelsprint | Riesenslalom | Riesenslalom |
| Saison  | Platz  | Punkte | Platz   | Punkte  | Platz          | Punkte         | Platz          | Punkte         | Platz        | Punkte       |
| ------- | ------ | ------ | ------- | ------- | -------------- | -------------- | -------------- | -------------- | ------------ | ------------ |
| 2015/16 | 43.    | 035    | 44.     | 002     | 40.            | 023            | 36.            | 010            | –            | –            |
| 2016/17 | 36.    | 077    | –       | –       | 40.            | 022            | 22.            | 055            | –            | –            |
| 2017/18 | 15.    | 222    | 23.     | 026     | 12.            | 146            | 19.            | 050            | –            | –            |